# Elachyophtalma quadrimaculata
Elachyophtalma quadrimaculata är en fjärilsart som beskrevs av Van Eecke 1924. Elachyophtalma quadrimaculata ingår i släktet Elachyophtalma och familjen silkesspinnare. Inga underarter finns listade i Catalogue of Life.